# Черкуша

Черкуша — река в России, протекает в Ветлужском и Шахунском районах Нижегородской области. Устье реки находится в 36 км по левому берегу реки Малая Какша. Длина реки составляет 15 км, площадь водосборного бассейна 35,6 км².
Исток реки находится западнее деревни Мирониха в 22 км к юго-востоку от города Ветлуга. Течёт на северо-восток, протекает деревни Гусево и Сокол, а также несколько нежилых. Впадает в Малую Какшу у деревни Черкуша.

## Данные водного реестра
По данным государственного водного реестра России относится к Верхневолжскому бассейновому округу, водохозяйственный участок реки — Ветлуга от истока до города Ветлуга, речной подбассейн реки — Волга от впадения Оки до Куйбышевского водохранилища (без бассейна Суры). Речной бассейн реки — (Верхняя) Волга до Куйбышевского водохранилища (без бассейна Оки).
По данным геоинформационной системы водохозяйственного районирования территории РФ, подготовленной Федеральным агентством водных ресурсов:
- Код водного объекта в государственном водном реестре — 08010400112110000042360
- Код по гидрологической изученности (ГИ) — 110004236
- Код бассейна — 08.01.04.001
- Номер тома по ГИ — 10
- Выпуск по ГИ — 0